# 伊帕波兰加
伊帕波兰加是巴西塞阿拉州的一个市镇。总面积701.99平方公里，总人口11340人，人口密度16.2人/平方公里。